# Comunidades rurais do Senegal
As Comunidades rurais do Senegal (Communautés rurales) (CR) são o quarto-nível de divisões administrativas no país Senegal da África Ocidental. As comunidades rurais do Senegal são subdivisões administrativas que compõem as aldeias, mas são distintas das comunidades urbanas e municípios relativos as cidades, médias ou grandes.
Senegal é um país predominantemente agrícola, e as comunidades rurais, de longe, abrangem a maior parte do território nacional. 
As comunidades rurais foram impostas pela lei n° 72.25 em 19 de abril de 1972. 
Até início de 2008, havia cerca de 324 comunidades rurais, mas em agosto de 2008 o número aumentou e agora há cerca de 340.

## Dakar (região)
Urbana: Dakar, Guediawaye, Pikine, Rufisque, Bargny, Diamniadio, Sébikhotane
Rural:Sangalkam, Yène

## Diourbel (região)
Bambey (departamento): Baba Garage, Dinguiraye, Keur Samba Kane, Gawane, Lambaye, Ngogom, Réfane, Dangalma, Ndondol, Ngoye, Thiakar 

Diourbel (departamento): Dankh Sène, Gade Escale, Keur Ngalgou, Ndindy, Taiba Moutoupha, Ndoulo, Ngohé, Patar (região de Diourbel), Tocky-Gare, Touré Mbonde

Mbacke (departamento): Darou Salam Typ, Dendey Gouyegui, Madina, Ndioumane Taiba, Thiékène, Touba Mboul, Ngabou Dalla, Missirah, Nghoye, Touba Fall, Touba Mosquée, Sadio, Taïf

## Fatick (região)
Fatick (departamento):Diakhao, Mbéllacadio, Ndiob, Djilasse, Fimela, Loul Séssène, Palmarin Facao, Ngayokhème, Niakhar, Patar, Diarrère, Diouroup, Tattaguine, Foundiougne, Passy, Sokone, Diossong
Foundiougne (departamento):
Djilor, Bassoul, Dionewar, Djirnda, Keur Saloum Diané, Keur Samba Guèye, Nioro Allassane Tall, Toubacouta, Gossas Gossas, Guinguinéo
Gossas (departamento):Colobane, Mbar, Gagnick, Ndiago, Mbadakhoune, Ngathe Naoudé, Ourour, Ndiéné Lagane, Ouadiour, Patar Lia

## Kaolack (região)
Kaffrine (departamento):Birkelane, Mabo, Mboss, Ndiognick, Gainte Pathé, Ida Mouride, Lour Escale, Maka-Yop, Ribot Escale, Saly Escale, Boulel, Darou Minam 2, Djanké Souf, Gniby, Kahi, Malem Hodar, Ndioum Ngainthe, Diokoul Mbelbouck, Kathiotte, Médinatoul Salam II, Nganda

Kaolack (departamento):
Nioro du Rip (departamento):

## Kolda (região)
Kolda (departamento):

Médina Yoro Foulah (departamento):

Vélingara (departamento):

## Louga (região)
Kébémer (departamento):

Linguère (departamento):

Louga (departamento):

## Matam (região)
Kanel (departamento):

Matam (departamento):

Ranérou Ferlo (departamento):

## Saint-Louis (região)
Dagana (departamento):

Podor (departamento):

Saint-Louis (departamento):

## Tambacounda (região)
Bakel (departamento):

Kédougou (departamento):

Koumpentoum (departamento):

Tambacounda (departamento):

## Thiès (região)
M'bour (departamento):

Thiès (departamento):

Tivaouane (departamento):

## Ziguinchor (região)
Bignona (departamento):

Oussouye (departamento): Diembéring

Ziguinchor (departamento):